# TVR1

Logo stacji TVR1

TVR1 – pierwszy kanał rumuńskiej telewizji publicznej (Televiziunea Română). Został uruchomiony w 1956 roku jako pierwsza stacja telewizyjna w Rumunii. Od 3 listopada 2019 r. kanał jest nadawany w rozdzielczości HD.